# The Ball Street Journal
The Ball Street Journal — десятий студійний альбом американського репера E-40, виданий лейблами Warner Bros. Records, BME Recordings та Sick Wid It Records 24 листопада 2008 р. Першим синглом випустили «Wake It Up». Виконавчі продюсери: E-40, Ліл Джон, Том Вейллі та Орландо Р. Макджі.
Реліз посів 42-ту сходинку чарту Billboard 200 та 6-те місце чарту Top R&B/Hip-Hop Albums, продавши 30 тис. копій за перший тиждень.
У записі платівки взяли участь Shawty Lo, Turf Talk, Game, Снуп Доґґ, T-Pain, Akon, Bun B, Gucci Mane, Ice-T, Too Short, B-Legit та ін. Фотосесію альбому можна побачити в одному з епізодів другого сезону реаліті-шоу «Школа джентльменів» (англ. From G's to Gents).

## Список пісень
| #   | Назва                                             | Продюсер(и)                          | Тривалість |
| --- | ------------------------------------------------- | ------------------------------------ | ---------- |
| 1.  | «The Ambassador»                                  | Rick Rock                            | 3:45       |
| 2.  | «I'm on One»                                      | Rick Rock                            | 4:58       |
| 3.  | «Break Ya Ankles» (з участю Shawty Lo)            | Lil Jon                              | 4:00       |
| 4.  | «Got Rich Twice» (з участю Turf Talk)             | Droop-E                              | 3:43       |
| 5.  | «Pain No More» (з участю Game та Snoop Dogg)      | J.R. Rotem                           | 4:25       |
| 6.  | «Tell It Like It Is»                              | Rick Rock, Oren Yoel, David Appleton | 4:00       |
| 7.  | «Give Her the Keys» (з участю T-Pain)             | T-Pain                               | 4:10       |
| 8.  | «Hustle» (з участю Turf Talk та Rock City)        | Lil Jon                              | 4:17       |
| 9.  | «Wake It Up» (з участю Akon)                      | Matt Price                           | 4:01       |
| 10. | «40 Water»                                        | Lil Jon                              | 3:39       |
| 11. | «Poor Man's Hydraulics»                           | Droop-E                              | 4:23       |
| 12. | «The Recipe» (з участю Gucci Mane та Bun B)       | Poli Paul                            | 4:20       |
| 13. | «Hood Boy» (з участю Raw Smoov)                   | RAWSMOOV                             | 4:09       |
| 14. | «Earl» (з участю Ice-T)                           | Lil Jon                              | 4:18       |
| 15. | «Sliding Down the Pole» (з участю Too Short)      | Willy Will                           | 3:24       |
| 16. | «I Can Sell It» (з участю Cousin Fik)             | Droop-E                              | 5:00       |
| 17. | «Big Time» (з участю Kevin Cossom)                | DJ Nasty & LVM                       | 4:03       |
| 18. | «Alcoholism» (з участю B-Legit)                   | DJ Fingaz «Fing Kong», Virtuoso      | 3:41       |
| 19. | «Pray for Me» (з участю Bosko, Suga-T та B-Legit) | D-Animals, Bosko                     | 4:57       |

Примітки
- «The Ambassador» містить семпл з пісні «9th Wonder (Blackitolism)» у вик. Digable Planets.

## Чартові позиції
| Чарт (2008)               | Найвища позиція |
| ------------------------- | --------------- |
| США                       | 42              |
| US Top R&B/Hip-Hop Albums | 6               |